# Trinil
Trinil è un sito archeologico situato sull'isola di Giava, in Indonesia.

## Descrizione
Fu in questo sito che nel 1891 l'anatomista olandese Eugène Dubois scoprì i primi resti di ominidi rinvenuti al di fuori dell'Europa, passato alla storia come Uomo di Giava.
Il sito, inizialmente indagato tra il 1891 e il 1908, ha dato alla luce anche migliaia di altri fossili di vertebrati e molluschi.